# Tunisia
Tunisia (în limba arabă تونس, Tūnis), oficial Republica Tunisiană (الجمهورية التونسية) este o țară situată în nordul Africii, este cea mai mică țară situată aproape de Munții Atlas. Se învecinează cu Algeria în vest și Libia în est. Numele țării provine de la numele capitalei Tunis. Este țara situată în zona cea mai estică a Maghrebului. Insula cea mai mare este Djerba (514 km²).

## Istoria
Fenicienii au întemeiat așezări pe teritoriul actual al Tunisiei încă din jurul anului 1000 î.Hr., cea mai importantă fiind Cartagina, care a dominat comerțul în Mediterana centrală, până când a fost distrusă de romani în 146 î.Hr. Tunisia a rămas parte a Imperiului Roman până a fost ocupată de vandali la jumătatea secolului al V-lea d.Hr. În secolul al VI-lea, Tunisia este recucerită de Imperiul Bizantin, devenind parte a lumii islamice odată cu expansiunea islamului în secolul al VII-lea și ajungând un centru important al culturii islamice în Africa de Nord.
Se mai păstrează resturi din apeductul roman Zaghouan-Cartagina, unul din cele mai lungi din imperiul roman (132 km).
În 1574 a fost încorporată în Imperiul Otoman, fiind condusă de la Constantinopol prin intermediul guvernatorilor turci, așa-numiții bei.
În 1881, odată cu declinul Imperiului Otoman, Tunisia devine protectorat francez.
În timpul celui de-Al Doilea Război Mondial, Tunisia a fost sub guvernarea regimului de la Vichy. După război, Tunisiei i-a fost dată autonomie în 1954 ca urmare a unor revolte populare. Independența i-a fost acordată la data de 20 martie 1956. Monarhia inițiată de Franța a fost abolită în 1957, și Partidul Neo-Destour („Noua Constituție”), condus de Habib Bourguiba a luat puterea. Habib Bourguiba a devenit președinte pe viață în 1959. În 1987, Bourguiba a fost răsturnat de către Zine El Abidine Ben Ali, care la rândul lui a fost răsturnat de o revoltă populară în ianuarie 2011.
Vezi și:
- Drapelul Tunisiei
- Campania din Tunisia
- A doua bătălie de la El Alamein
- Imperiul colonial francez
- Revoluția tunisiană din 2010-2011
- Politicieni: Hédi Nouira, Mohamed Ghannouchi, Bahi Ladgham, Mohamed Mzali, Rachid Sfar, Béji Caïd Essebsi

## Geografia

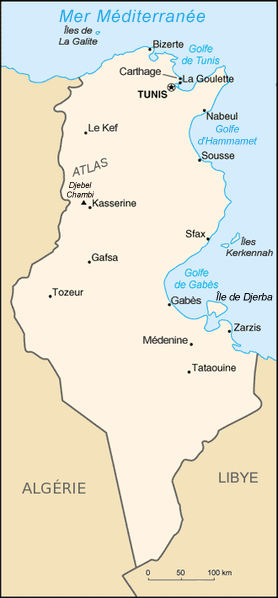
Tunisia

Tunisia este țara cea mai nordică a Africii situată între deșertul Sahara și Marea Mediterană, la 140 km de Sicilia. Este la jumătatea distanței dintre Oceanul Atlantic și valea Nilului. Coodonatele geografice ale țării sunt între 37° 20’ și 30° 10’ latitudine nordică și 7° 30’ si 12° longitudine estică. Lățimea maximă (nord-sud) 780 km, este între între  Cap Blanc și punctul de frontieră Bordj el Khadra iar pe direcția est-vest 380 km între insula Djerba și Nefta. Se învecinează cu Algeria la vest și cu Libia la sud-est. La nord și est are deschidere la Marea Mediterană, lungimea coastei fiind de 1.148 km.

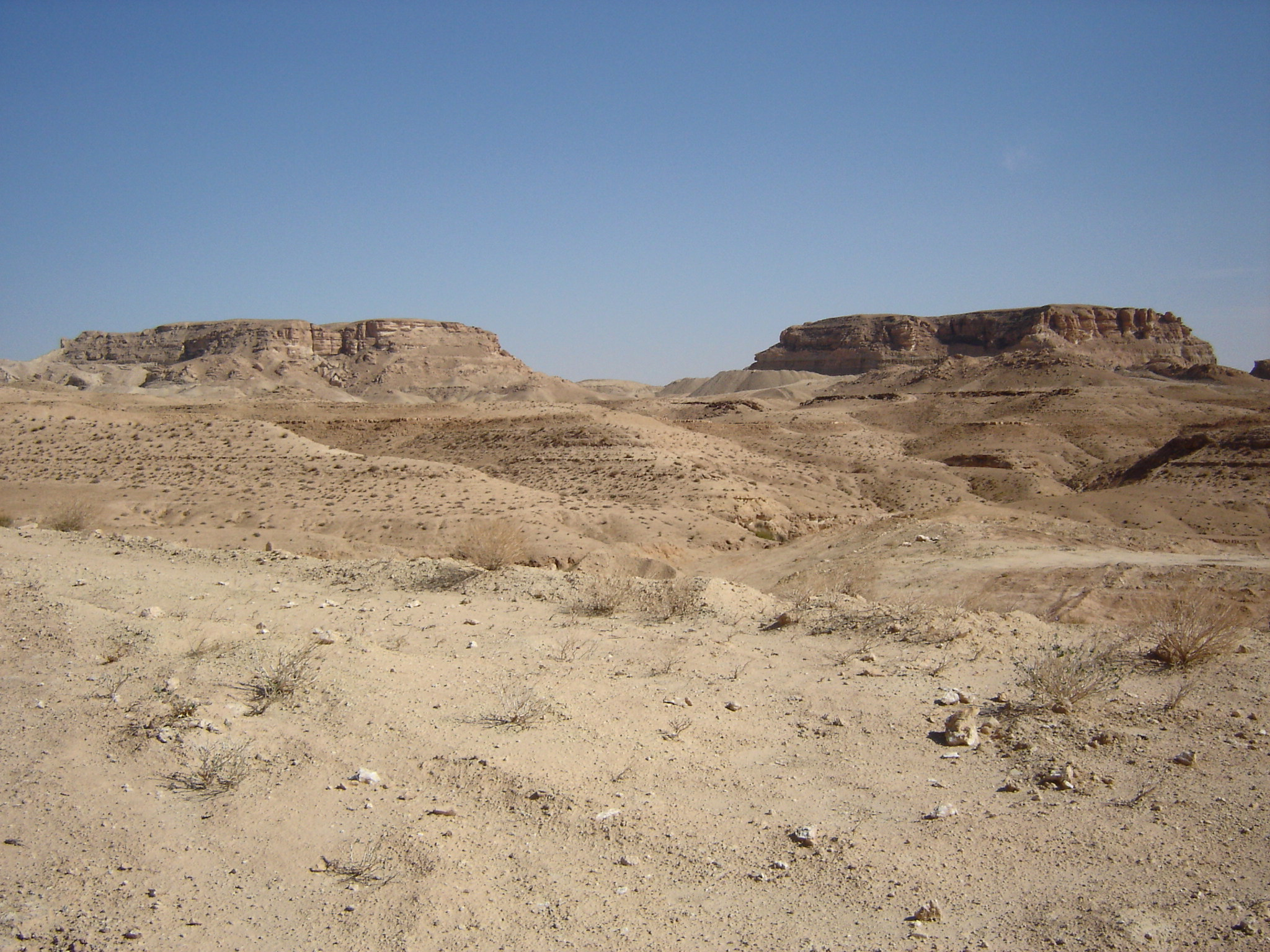
Podiș lângă Metlaoui în Tunisia centrală

Nord-vestul țării este mărginit de Tell-Munții Atlas. Paralel cu țărmul mării până la golful Bizerte se află lanțul munților  Kroumirie cu 700–800 m înălțime, continuat cu dealurile Mogod cu o înălțime de 300–400 m care se termină cu Cap Blanc, un țărm stâncos la mare. Valea fluviului Medjerda este o regiune agrară roditoare. Munții mai înalți din țară sunt aliniați pe direcția nord-est -Cap Bon, spre sud-vest unde se aflǎ muntele cel mai înalt (Djebel Chambi, 1.544 m) cu o lungime de 220 km de-a lungul coastei Mării Mediterane, între Hammamet și Skhira, Sousse și Sfax. Acest munte este înconjurat de Sahel (șes) roditor (optim culturii de măslini) răcorit de vântul mediteranean.
În sudul munților se află o zonă de depresiune asemănătoare stepei  (Chott el Djerid cu lacuri sărate), această regiune fiind urmată în sud de Sahara. La granița cu Libia, spre vest, este șesul Djeffara limitat de Dahar un platou calcaros (600 m altitudine) care se continuă spre mare cu un ștrand nisipos.
Vezi și:
- Lista țărilor după punctul de maximă altitudine

## Clima
O climă aridă în sud, care devine mai umedă spre țărmul mării la nord, ceea ce explică zona asemănătoare stepei (cu veri fierbinți și ierni reci). Din Tunisia centrală spre sud dominǎ o climă tipică deșertului. Temperatura medie este în ianuarie 10 °C iar în august 26 °C. În sudul Munților Atlas domină tot timpul anului o climă caldă uscată cu puține precipitații, temperaturile atingând 45 °C.
Diferențele cele mai mari de temperatură sunt în zona Saharei - vara cu  50 °C, iar iarna atingând temperatura de îngheț. 
Dinspre Sahara bate vântul șiroco (scirocco), un curent de aer uscat și fierbinte.
Precipitațiile anuale în nord sunt cuprinse între 500-1.000 mm în apropiere de coasta mării, ating 1.500 mm în munți, iar în sud sunt 200 mm pe an.

## Flora și fauna
Aceasta fiind dependentă de climă, în nord și în Munții Atlas sunt păduri de foioase cu tufișuri (macchie), animale sălbatice: mistreți, iepuri, spre sud în regiunea de stepă fiind gazele, pe când în sud în zona deșertului fiind scorpioni, șerpi, vulturi.

## Populația
Circa 98% din numărul populației sunt arabi și berberi asimilați de arabi. Numai 1,2% din populație sunt berberi.
Ca fostă colonie franceză, minoritatea cea mai importantă dintre europeni sunt francezii, urmați de italieni și maltezi.
Densitatea populației fiind mai mare în nord unde locuiesc 70% din numărul locuitorilor.

## Diviziuni administrative
Vezi și:
- Lista diviziunilor administrative ale țărilor din Africa

### Politica Tunisiei

#### Structură de stat
Ca urmare a revoluției din 14 ianuarie 2011, Constituția Tunisiei adoptată în anul 1959 a fost suspendată. Noua Constituție a fost adoptată în luna ianuarie 2014  
Formă de guvernământ: Republică. Regimul instituit prin noua Constituție este parlamentar moderat, președintele și legislativul (Adunarea Reprezentanților Poporului) având mandate de cinci ani. 
Șeful statului 
Președintele țării este Beji Caid Essebsi (din decembrie 2014)  
Puterea executivă (Guvernul)  Puterea executivă este exercitată de șeful statului, asistat de un guvern condus de un prim-ministru.
- - Primul-ministru: Habib Essid (din 14 ianuarie 2015), independent.
  - Ministrul afacerilor externe: Taieb Baccouche (din 14 ianuarie 2015), membru al Partidului Apelul Tunisiei. Puterea legislativă
  - Legislativul este reprezentat de Adunarea Reprezentanților Poporului, condusă de președintele Mohamed Ennaceur (Partidul Apelul Tunisiei).

#### Situația internă
Tunisia traversează un amplu proces de transformare democratică. Guvernul provizoriu de tehnocrați instalat în ianuarie 2014, și-a îndeplinit cu succes mandatul focalizat asupra securității interne, menținerii echilibrelor socio-economice și organizării în bune condiții a alegerilor.  

#### Structură de stat
Ca urmare a revoluției din 14 ianuarie 2011, Constituția Tunisiei adoptată în anul 1959 a fost suspendată. Noua Constituție a fost adoptată în luna ianuarie 2014  Formă de guvernământ: Republică. Regimul instituit prin noua Constituție este parlamentar moderat, președintele și legislativul (Adunarea Reprezentanților Poporului) având mandate de cinci ani.  
Șeful statului 
Președintele țării este Beji Caid Essebsi (din decembrie 2014)  
Puterea executivă (Guvernul)
Puterea executivă este exercitată de șeful statului, asistat de un guvern condus de un prim-ministru.
- - Primul-ministru: Habib Essid (din 14 ianuarie 2015), independent.
  - Ministrul afacerilor externe: Taieb Baccouche (din 14 ianuarie 2015), membru al Partidului Apelul Tunisiei.

Puterea legislativă
- - Legislativul este reprezentat de Adunarea Reprezentanților Poporului, condusă de președintele Mohamed Ennaceur (Partidul Apelul Tunisiei).

- Economia

Economia Tunisiei s-a dezvoltat rapid, condusă fiind de industria textilă, prelucrarea alimentelor și alte industrii ușoare, turism, minerit. Sectorul agricol include producția de cereale, măsline, curmale, fructe citrice etc.
Tunisia este o țară cunoscută pentru turismul a aproximativ 6 milioane de turiști pe an, în 2008 naționalitățile fiind: libieni (1,776,881 de vizitatori), francezi (1,395,255), algerieni (968499), germani (521513), italieni (444541), britanici (254,922)  și polonezi (207531)
Numărul turiștilor români în Tunisia a înregistrat în ultimii ani o evoluție constantă. Tunisia a găzduit în 2008, 31050 turiști români, o rată de creștere de 75% față de anul 2000 (6428 vizitatori).
Cel mai mari stațiuni turistice din Tunisia sunt în următoarele orașe: Djerba (insula), Sousse, Hammamet, Monastir, Sfax, Tozeur (oraș-oază).
Turismul în Tunisia este una dintre cele mai dinamice sectoare ale economiei și o sursă importantă de valută pentru țară. Turismul are un efect benefic asupra altor sectoare economice, cum ar fi transportul, comunicațiile, artizanatul, comerțul și construcțiile.

## Religia
98% din populație sunt musulmani, 1% creștini, 1% evrei și alte religii. Pe insula Djerba trăiesc și musulmani kharidjiți.
Tunisia este o țară musulmană considerată țara seculară, voalul, barba și toate simbolurile religioase este interzis de a fi afișate.
Constituția interzice orice partid politic care are ca bază religia, pentru a se asigura separarea dintre religie și politică.
În Tunisia poligamia este interzisă.

## Cultura
Vezi și:
- Listă de scriitori tunisieni

## Patrimoniu mondial UNESCO
Pe lista patrimoniului mondial UNESCO au fost incluse următoarele obiective culturale sau naturale din Tunisia:
- Amfiteatrul roman din El Djem  (1979)
- Situl arheologic din Cartagina (1979)
- Medina din Tunis (1979)
- Parcul național Ichkeul (1980)
- Orașul punic[9] Kerkuan (Kerkouane) și necropola sa (1985, 1986)
- Medina din Sousse (1988)
- Medina din Kairouan (1988)
- Situl arheologic din Dougga (Thugga) (1997)

## Alte subiecte
- Championnat de Tunisie
- Federația Tunisiană de Fotbal
- Echipa națională de fotbal a Tunisiei
- Mouna Chebbah (handbalistă)